# Omanfyri Klivsdal
Omanfyri Klivsdal är ett berg på ön Borðoy i den nordligaste delen av Färöarna. Dess topp ligger på 747 meter över havet.